# Albert Viciano i Vives
Albert Viciano i Vives (Castelló de la Plana, Plana Alta, 21 d'agost de 1956) és un sacerdot, teòleg i professor universitari. És degà de la Facultat Antoni Gaudí des del 2022.

## Trajectòria
Està llicenciat en Filologia Clàssica per la Universitat de Granada (1980), llicenciat (1982) i Doctor en Teologia (1984) i Doctor en Filologia Clàssica (1993) per la Universitat de Navarra (Pamplona).
Va ser ordenat sacerdot pel Papa Joan Pau II en la Basílica de Sant Pere (Roma), el 31 de maig de 1984.
Des del mes de setembre de l'any 2012 és professor de Patrologia i Cristianisme Primitiu a l'Institut Teològic Sant Fructuós de Tarragona i professor de Llengua Llatina i Patrologia a la Facultat de Teologia de Catalunya (Barcelona). El 2 d'octubre de 2014 va ser erigida la nova Facultat “Antoni Gaudí” d'Història de l'Església, Arqueologia i Arts Cristianes (Barcelona), de la qual és Professor Ordinari des dels seus inicis. El 2 de novembre de 2022 va ser nomenat Degà d'aquesta Facultat. Va obtenir a la Facultat de Teologia de Paderborn (Alemanya) l'habilitació per a la docència i recerca en la seva especialitat (Patrologia i Història de l'Església Antiga) l'any 1999. Va treballar com a Professor Ajudant en aquesta Facultat de Teologia des d'octubre de 1997 fins al setembre de 1999.
Viciano anteriorment va treballar com a becari de la Fundació Alexander von Humboldt en el “Franz Joseph Dölger-Institut” de la Universitat de Bonn (Alemanya), un centre especialitzat en l'estudi de l'Antiguitat Tardana i en les relacions entre Antiguitat i Cristianisme, des de gener de 1988 fins a setembre de 1989. També ha treballat com a professor de Teologia durant 12 anys a la Universitat de Navarra (des d'octubre de 1984 fins a setembre de 1997) i 12 anys en la Universitat Catòlica Sant Antoni de Múrcia (des d'octubre de 1999 fins a l'agost de 2012).